# أنظمة المعلومات الصيدلانية
أكتشاف الدواء وتطوره يتطلب دمج العديد من التخصصات  العلمية والتكنولوجية. هذه التخصصات  تشمل الكيمياء، الأحياء، علم العقاقير، التكنولوجيا الصيدلانية والاستخدام المكثف لتكنولوجيا المعلومات. الذي تم التعارف عليه  بأنظمة المعلومات الصيدلانية.

## المقدمة
الفكرة الرئيسية وراء هذا الحقل هو دمج مختلف فروع نظم المعلومات (مثال: نظم المعلومات الحيوية، نظم المعلومات الكيميائية، نظم المعلومات المناعية الخ) في منصة واحدة مما أدى إلى سلاسة عملية اكتشاف الدواء. أول مرجع لمصطلح  «نظم المعلومات الصيدلانية» يمكن ايجاده في عام 1993   .                                                                                                                    
.                                                                                    
أول قسم مخصص  للتطبيقات الصيدلانية أنشئ في المعهد الوطني للتربية والبحوث الصيدلانية، في عام 2003 . وقد تبع ذلك        الجامعات المختلفة في جميع أنحاء العالم بما في ذلك البرنامج الذي صدر  من قبل الجامعات الأوروبية أسمه  مبادرة أنظمة  المعلوماتية الدوائية الأوروبية                                                                                                                                  

## التعريف
أنظمة المعلومات الصيدلانية  تعرف  أيضا بالصيدلة المعلوماتية وفقاً لمقال "نظم المعلومات الصيدلانية: ماذا تريد أن تعرف " من قبل جامعة إلينوي في شيكاغو يمكن أن تعرف  أنظمة المعلومات الصيدلانية  على أنها   " الحقل العلمي الذي يعنى بالبيانات المتعلقة بالدواء والمعرفة  ضمن استمرارية أنظمة الرعاية الصحية. هي تطبيقات  أجهزة الكومبيوتر في تخزين، أسترجاع وتحليل معلومات  الادوية والوصفات الطبية.تعمل نظم  المعلومات الصيدلانة  مع نظم أدارة المعلومات الصيدلانية بحيث تساعد الصيادلة على اتخاذ قرارات     اّمنة فيما يتعلق بعلاج المريض مع مراعاة  سجلات التأمين الطبي، تفاعلات الأدوية وكذلك الوصفات الطبية ومعلوات المريض.
يمكن اعتبار أنظمة  المعلومات الصيدلانية  فرع صغير من فروع  أنظمة المعلومات الصحية المهنية، أنظمة المعلومات الصحية   هي دراسة التفاعل بين الاشخاص، اّلية عملهم والأنظمة الهندسية داخل الرعاية الصحية مع التركيز على الرعاية الصيدلانية وتحسين سلامة المرضى. على سبيل المثال مجتمع نظم أدارة المعلومات الصحية يعرف انظمة المعلومات الصحية  بأنها "الحقل العلمي الذي يهتم بالبيانات المتعلقة بالدواء والمعرفة ضمن استمرارية انظمة الرعاية الصحية- بما في ذلك الاستحواذ عليها، تخزينها، تحليلها، استخدامها ونشرها -   في تقديم الدواء الامثل – رعاية المرضى ذات الصلة والنتائج الصحية.    
ريدبرغ، باتريك؛ جلوريام، ديفيد إي. Zaretzki ، جد؛ برينمان، كيرت؛ أولسن، لارس (2010-06-10). «SMARTCyp: طريقة 2D للتنبؤ باستقلاب السيتوكروم P450 بوساطة الأيض». رسائل الكيمياء الطبية ACS. 1 (3): 96 - 100. دوى: 10.1021 / ml100016x. PMC 4055970. PMID 24936230.
 كارلسون، لارس؛ سبجوث، علا؛ آدمز، صموئيل؛ غلين، روبرت سي. بوير، سكوت (2010-07-01). «استخدام بيانات التحول الأيضي التاريخية كوسيلة لاستباق مواقع التمثيل الغذائي باستخدام MetaPrint2D و Bioclipse». BMC المعلوماتية الحيوية. 11: 362. doi: 10.1186 / 1471-2105-11-362. ISSN 1471-2105. PMC 2912884. PMID 20594327.